# آنورا کومارا دیسانایکه
آنورا کومارا دیسانایاکه دیسانایکا مودیانسلاگ (متولد ۲۴ نوامبر ۱۹۶۸)، که معمولاً با حروف اختصاری نامش آکد معروف است، یک سیاستمدار سریلانکایی است و در سال ۲۰۲۴ به‌عنوان دهمین رئیس‌جمهور سریلانکا انتخاب شد. وی رهبر فعلی حزب جاناتا ویموکتی پرامونا (JVP) و قدرت ملی خلق است.
دیسانایاکه از دوران تحصیلات ابتدایی و متوسطه خود در حزب جاناتا ویموکتی پرامونا فعالیت داشت و قبل از پیوستن به دفتر سیاسی جاناتا ویموکتی پرامونا در سال ۱۹۹۵ یک دانشجوی فعال سیاسی در دانشگاه بود. او از سپتامبر ۲۰۰۰ از لیست ملی منصوب شده و انتخاب شد و عضو پارلمان گردید، دیسانایاکه از سال ۲۰۰۴ تا ۲۰۰۵ به‌عنوان وزیر کشاورزی، دام، زمین و آبیاری و از سال ۲۰۱۵ تا ۲۰۱۸ به‌عنوان وزیر اپوزیسیون اصلی خدمت کرده است. او در هفدهمین کنوانسیون ملی حزب که در ۲ فوریه ۲۰۱۴ برگزار شد، به‌عنوان رهبر جاناتا ویموکتی پرامونا انتخاب شد.

## ریاست جمهوری (۲۰۲۴ –تاکنون)
دیسانایاکه در ۲۳ سپتامبر ۲۰۲۴ به‌عنوان رئیس‌جمهور در دبیرخانه ریاست‌جمهوری اعلام شد. او در اولین سخنرانی خود به‌عنوان رئیس‌جمهور، وعده داد که به تعهدات مندرج در این مأموریت عمل کند، وی چند بار دیگر تأکید کرد که تغییر کشور به زمان نیاز دارد. وی همچنین به پیشنهاد برگزاری انتخابات مجلس برای تشکیل دولت جدید اشاره کرد.
دیسانایاکه در ۲۴ سپتامبر ۲۰۲۴، اعضای کابینه موقت خود را که شامل آناندا ویجپالا می‌شود، به‌عنوان دستیار ویژه رئیس‌جمهور منصوب کرد. ناندیکا سانات کومانایاکا به‌عنوان دستیار رئیس‌جمهور، راوی سنویراتنه به‌عنوان دستیار وزارت امنیت عمومی و سامپات تویاکونتا به‌عنوان دستیار وزارت دفاع. معرفی کرد، او هارینی آماراسوریا را به‌عنوان نخست‌وزیر سریلانکا منصوب کرد.